# Élodie Ouédraogo
Élodie Ouédraogo (sinh 27 tháng 2 năm 1981 ở Saint-Josse-ten-Noode) là vận động viên chạy nước rút người Bỉ của Burkinabé đã nghỉ hưu, sở trường 200 mét và 400 m vượt rào. Đạt được huy chuong vàng Olympic, thành tích cá nhân tốt nhất của cô trong 200 m là 23,11 giây, đạt được vào tháng 7 năm 2004 tại Brussels, trong khi thời gian tốt nhất cá nhân của cô ấy nội dung 400 m vượt rào là 55,20, đạt được tại Thế vận hội mùa hè 2012.
Ouédraogo cũng là nữ vận động viên Bỉ thành tích tốt thứ ba sau Kim Gevaert và Olivia Borlée và bằng Nancy Callaerts với thời gian ở nội dung 100 mét tốt nhất của cô là 11,40 giây. Thành tích 200 mét tốt nhất của cô đứng thứ tư trong số các nữ vận động viên Bỉ sau Gevaert, Borlée và Hanna Mariën. Thành tích 400 m vượt rào của cô khiến cô trở thành người nữ vận động viên Bỉ có thành tích tốt thứ hai thứ hai, sau Ann Mercken.

## Sự nghiệp điền kinh
Sự nghiệp ban đầu của Ouédraogo tập trung vào 100 m vượt rào, và tham gia Giải vô địch điền kinh trẻ thế giới 2000. Cô đạt kỉ lục quốc gia với 13.87 seconds cho Burkina Faso, đất nước cô đại diện cho đến năm 2000. Thời gian tốt nhất cá nhân của cô ấy khi thi đấu cho Bỉ là 13,34 giây, đạt được vào tháng 8 năm 2003 ở Jambes. Kỷ lục quốc gia Burkinabé của cô đã bị Béatrice Kamboulé vượt qua vào năm 2007.
Ouédraogo về thứ sáu tại tiếp sức 4 × 100 mét nữ ở 2004 Summer Olympics với các đồng đội Katleen De Caluwé, Lien Huyghebaert và Kim Gevaert. Ouédraogo cũng giành huy chương đồng tại 2005 Summer Universiade. Tại Giải vô địch điền kinh thế giới 2007 cô đã giành được huy chương đồng nội dung 4x100 m tiếp sức với các đồng đội Olivia Borlée, Hanna Mariën và Kim Gevaert, xác lâkp kỷ lục quốc gia khác.
Ouédraogo đại diện cho Bỉ tại Thế vận hội Mùa hè 2008 ở Bắc Kinh. Cô thi đấu nội dung 4 x 100 m tiếp sức cùng với Gevaert, Mariën và Borlée. Trong vòng loại đầu của họ, họ đứng đầu trước Vương quốc Anh, Brazil và Nigeria. Thời gian 42,92 giây của họ đứng thứ ba trong tổng số mười sáu quốc gia tham gia. Trong trận chung kết, họ về ở vị trí thứ hai sau Nga trong thời gian kỷ lục quốc gia là 42,54 giây, mặc dù sau khi thử nghiệm lại các mẫu vào năm 2016, các xét nghiệm của Yuliya Chermoshanskaya đã tiết lộ hai chất bất hợp pháp. Đội Nga đã bị loại vì doping, và huy chương bạc của đội tuyển Bỉ đã được nâng cấp lên huy chương vàng.
Cô đủ điều kiện cho vòng bán kết nội dung vượt rào 400 mét nữ tại Thế vận hội Mùa hè 2012.

## Bên lề
Ouédraogo nghỉ hưu từ điền kinh vào năm 2012 với Memorial Van Damme là sự kiện cuối cùng của cô. Cô đính hôn với họa sĩ hoạt hình Jeroom.